# Symbrenthia mediochracea
Symbrenthia mediochracea är en fjärilsart som beskrevs av Sugitani 1932. Symbrenthia mediochracea ingår i släktet Symbrenthia och familjen praktfjärilar. Inga underarter finns listade i Catalogue of Life.